# Danse, danse comme ça
Singles de Alain Chamfort
Joujou à la casse
(1977) Manureva
(1979)
Danse, danse comme ça est une chanson d'Alain Chamfort, sorti uniquement en single en septembre 1978.
Titre plus rythmé que la face A, Seul à la fin, Danse, danse comme ça est davantage mis en avant, puisqu'il obtient un bon accueil radiophonique, en se classant au hit-parade RTL à partir du 25 septembre 1978 et en atteignant le top 10 du hit-parade RMC à la mi-octobre 1978.
La chanson a peu figuré sur des compilations du chanteur (Ses Grands Succès en 1984, 16 titres originaux en 1989 et  L'Intégrale 1966 / 1978 Vol. 1, issu de l'intégrale 1966/2007 de l'artiste sorti en 2007).